# سكوت غوردون (لاعب هوكي الجليد)
سكوت غوردون (بالإنجليزية: Scott Gordon)‏ هو لاعب هوكي الجليد أمريكي، ولد في 6 فبراير 1963 في بروكتون في الولايات المتحدة.

## وصلات خارجية
- سكوت غوردون على موقع دوري الهوكي الوطني (الإنجليزية)
- سكوت غوردون على موقع EliteProspects.com (الإنجليزية)
- سكوت غوردون على موقع HockeyDB.com (الإنجليزية)
- سكوت غوردون على موقع Hockey-Reference.com (الإنجليزية)
- سكوت غوردون على موقع أوليمبيديا (الإنجليزية)